# Mondstadt
Mondstadt (en chino: 蒙德) es un país ficticio del videojuego Genshin Impact, desarrollado por miHoYo, ubicado en el noroeste de Teyvat y es el primer país que el protagonista, el viajero, visita. Mondstadt se basa en el concepto de «libertad», cuyo elemento representativo es el viento, y su dios protector es Barbatos. Esta región está principalmente inspirada en países de Alemania y Suiza durante la Edad Media.

## Creación

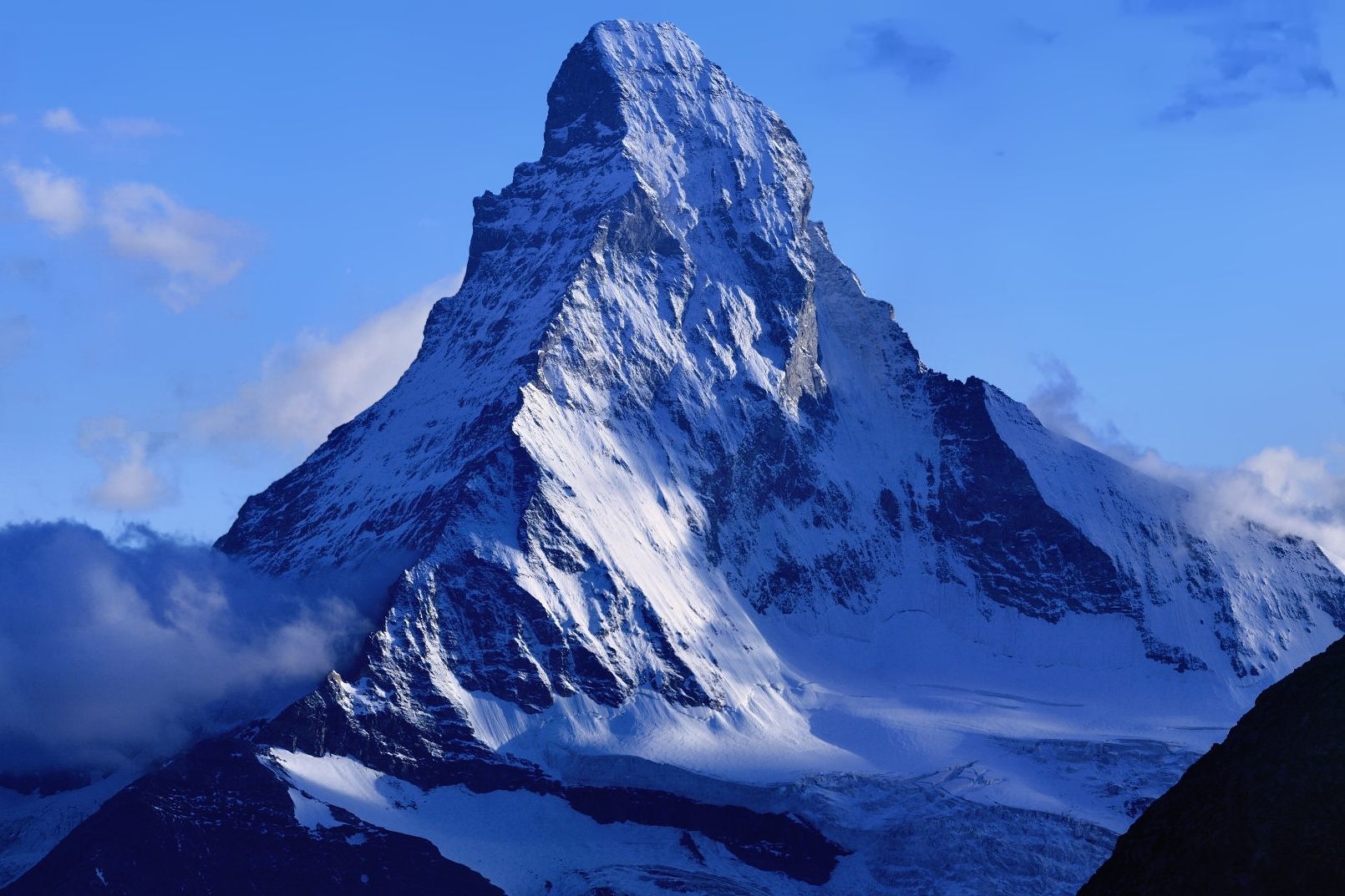
Cervino de los Alpes es el prototipo de Espinadragón en el juego.

El equipo de desarrollo reveló en un vídeo detrás de cámaras que la región de Espinadragón se inspira en el icónico Cervino en los Alpes. Para crear una atmósfera única, decidieron disminuir la saturación general de la región nevada y enfriar la fuente de luz. La narrativa de esta zona se entrelaza a través de tres perspectivas: el antiguo reino, los personajes no jugables contemporáneos y los propios jugadores. Además, el equipo destacó que el diseño de la nieve en Espinadragón se basó en el degradado de las nubes, aportando un toque realista y envolvente a la experiencia.
El origen de Mondstadt ha suscitado numerosas especulaciones. Terry Bass, de The AXO, destacó que su diseño está influenciado por las culturas alemana y suiza. La ciudad vieja de Berna, en Suiza, sirve como prototipo para Mondstadt, ya que ambas están situadas en el centro de un lago y conectadas a tierra firme por un puente. Las casas de Mondstadt presentan similitudes con las estructuras de entramado de madera del pueblo alemán de Miltenberg. La inspiración para las llanuras que rodean Mondstadt podría provenir de la región de Mondsee en Austria, famosa por sus montañas, árboles verdes y extensos campos. Este lago, conocido como «Lago de Sidra», se relaciona con el nombre «Mondstadt», que en latín significa «Ciudad de la Luna». Además, The AXO sugiere que la catedral de Mondstadt se basa en la Catedral de Ratisbona, en Alemania. Por otro lado, The Gamer propone que Mondstadt podría estar inspirada en las ciudades-estado del Sacro Imperio Romano Germánico, mientras que Game Rant menciona que algunos creen que su diseño toma elementos de Berna y del Monte Saint-Michel, en Francia.

## Historia
Hace 2600 años, Mondstadt estaba dividido entre dos Arcontes: el Dios de las Tempestades, Decarabian, y el Rey Lobo del Norte, Andrius. Decarabian mantenía a su pueblo cautivo en la torre, bajo la barrera de viento de la Guarida de Stormterror. En medio de este conflicto, un joven anónimo que anhelaba la libertad, junto a un espíritu del viento, lideró una guerra por la emancipación. Tras la contienda, el joven falleció y el espíritu del viento ascendió para convertirse en el Arconte de Mondstadt, Barbatos. 
Andrius, al reconocer la valentía de Barbatos, se sometió a él y se unió a los «Cuatro Vientos». Sin embargo, Barbatos decidió dejar Mondstadt para evitar convertirse en un bardo, lo que permitió que la ciudad se transformara en una nación libre sin gobernante. Posteriormente, la familia Lawrence tomó el control y estableció un régimen de esclavitud. Una esclava llamada Vennessa, incapaz de soportar este cruel gobierno, se levantó con la ayuda del Dios del Viento y derrocó a la familia Lawrence, fundando así los Caballeros de Favonius, que gobiernan Mondstadt hasta el día de hoy.